# Добровідка (притока Коропця)
Добровідка (Добривідка) — річка в Україні, у межах Тернопільського та Чортківського районів Тернопільської області. Ліва притока Коропця (басейн Дністра).

## Опис
Довжина 20 км, площа басейну - 54 км², похил - 4,4 м/км. Долина у верхній течії неглибока, нижче — вузька і глибока. Річище слабозвивисте, у верхів'ї часто пересихає. Заплава двобічна, в пониззі часто однобічна.

## Розташування
Добровідка бере початок на захід від села Мозолівка. Тече на південь, місцями — на південний захід. Впадає до Коропця на південний схід від центральної частини міста Монастириська.
Притоки: невеликі потічки.
Над річкою розташовані: села Доброводи, Ковалівка і місто Монастириська.